# Révolution égyptienne de 1919

Drapeau révolutionnaire égyptien.

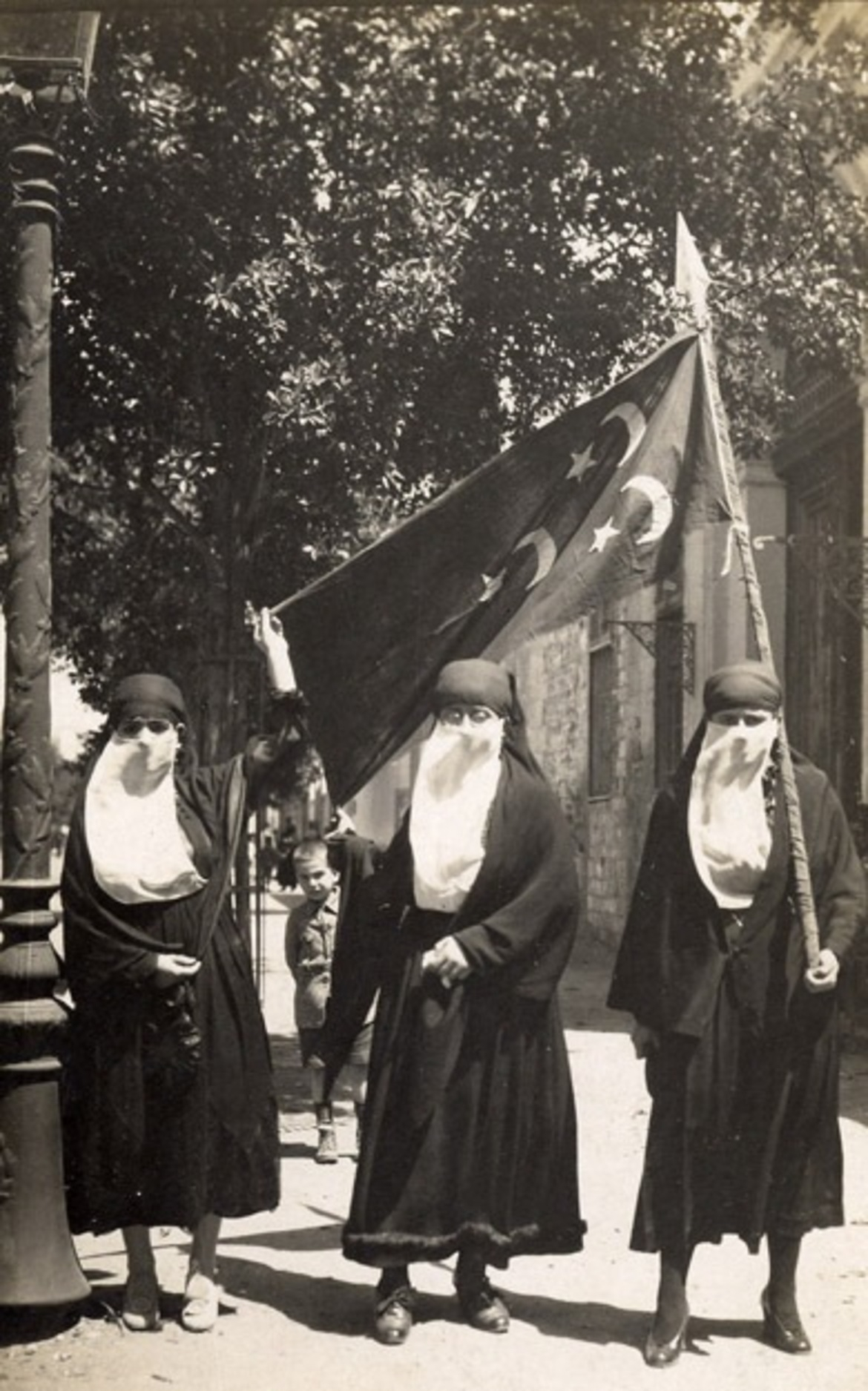
Manifestations au Caire en 1919.

La révolution égyptienne de 1919 est une révolution menée par Saad Zaghloul contre le colonialisme britannique en Égypte et au Soudan et qui aboutit à l'indépendance de l'Égypte en 1922.

## Historique
La Première Guerre mondiale se traduit en Égypte par l’expansion de la bureaucratie de l’État colonial britannique, la conscription forcée des Égyptiens, l’appropriation par les Britanniques de la production de coton, et par l’obligation d’approvisionner les troupes britanniques. Ces différentes conséquences créent une effervescence politique. Une délégation réunissant musulmans et chrétiens de toutes sensibilités confondues veut se rendre à la Conférence de paix de Paris pour parler de l'indépendance de l'Égypte, mais l'occupant britannique refuse. La délégation se transforme en un parti, le Wafd, sous l'impulsion de Saad Zaghloul.
Le 9 mars 1919 débute ce que beaucoup d'Égyptiens appellent la première révolution en Égypte. Les protestations éclatent au Caire et se propagent dans tout le pays. Les émeutes s'intensifient après l'expulsion de Saad Zaghloul et de trois autres dirigeants du Wafd, le deuxième week-end de mars, vers l'île de Malte. Fait unique, des manifestations de femmes se déroulent également le 16 mars, organisées par Saphia Zaghloul, épouse de Saad Zaghloul, et par Huda Sharawi. Le bilan des trois semaines d'émeutes est de plus de 800 Égyptiens tués. Les Britanniques décident de libérer Zaghloul le 7 avril.
Le 11 avril, le Wafd participe à la conférence de paix de Paris pour demander l'indépendance de l'Égypte, ils ont été déçus par les États-Unis qui ont soutenu l'idée de protectorat britannique du Royaume-Uni.
Il rencontre à nouveau les Britanniques à Londres, mais les négociations se soldent par un échec, des émeutes éclateront une nouvelle fois en Égypte qui feront plus d'une centaine de morts.
Le 28 février 1922, sous la pression du mouvement indépendantiste égyptien, notamment du Wafd (« la délégation », parti de l'avocat Sa'ad pacha Zaghlûl), le gouvernement britannique proclame la fin du protectorat qu'il avait instauré officiellement en 1914 sur l'Égypte. La Déclaration d'indépendance de l'Égypte de 1922 « fut le résultat le plus important de la Révolution de 1919 » selon l'historien Albert Adu Boahen. L'autonomie du royaume d'Égypte reste toute relative, car certains domaines demeurent réservés à la couronne britannique tels que la sécurité sur le canal de Suez, la défense et la protection des intérêts étrangers. Après l'abolition du protectorat, le sultan Fouad Ier se proclamera roi d'Égypte.
En 1936, par le traité de Londres, le Royaume-Uni accorde à l'Égypte son indépendance, tout en gardant le contrôle du canal de Suez pour vingt ans, jusqu'en 1956.

## Dans la culture populaire
- Les aspects de la révolution sont traités dans le roman Impasse des deux palais, paru en 1956, de l'auteur égyptien Naguib Mahfouz.